# 戈羅然卡河
戈羅然卡河（烏克蘭語：Горожанка），是烏克蘭的河流，位於該國西部，屬於德涅斯特河的左支流，發源自亞布盧尼夫以南，流經伊萬諾-弗蘭科夫斯克州和捷爾諾波爾州，河道全長25公里，流域面積155平方公里。